# Dévényi Tibor (biokémikus)
Dévényi Tibor, 1954-ig Deutsch Tibor (Budapest, 1927. november 7. – Budapest, 2003. január 23.) magyar biokémikus, sci-fi-író.

## Életpályája
Apja Deutsch Lénárd, a Magyar Posztógyár Rt. igazgatója, anyja Pekelmann Olga volt. Középiskolai tanulmányait 1937-től a Budapesti Református Gimnáziumban végezte. 1949-ben az Eötvös Loránd Tudományegyetemen szerzett vegyész oklevelet. 1955-től a biológiai tudományok kandidátusa, 1968-tól doktora. Számos kutatóintézetben volt tudományos munkatárs. Nemzetközi szinten is jelentős eredményeket ért el a fehérjék szerkezetének analitikai vizsgálata terén. 1965-től két évig az Oregon Egyetem vendégkutatója volt. Tevékenységét 1973-ban Állami Díjjal (II. fokozat) ismerték el az enzimszerkezet és -működés közötti összefüggés felderítésében elért kutatási eredményeiért. Megosztott díj Sajgó Mihállyal és Szabolcsi Gertrúddal.
Tudományos publikációi mellett szatirikus könyvei és novellái is megjelentek. 1975-ben kiadott művében, a Dr. Ezésez Géza karrierje című szatírában C. Northcote Parkinsonra emlékeztető ironikus stílusban tart görbe tükröt a tudományos élet visszásságai elé.

## Szakirodalmi munkássága
- A szerves kémia ábécéje; Táncsics, Budapest, 1962
- Dévényi Tibor–Gergely János: Aminosavak, peptidek, fehérjék. Laboratóriumi kézikönyv; Medicina, Budapest, 1963 (angolul, németül is)
- Fehérjék primér szerkezetkutatásának problémái és eredményei; Akadémiai, Budapest, 1964 (Biológiai tanulmányok)
- Erjedésipari alapismeretek; Táncsics, Budapest, 1964
- Orvosi kémia – röviden; Medicina, Budapest, 1966
- Dévényi Tibor–Gergely János: Aminosavak, peptidek, fehérjék; 2. átdolgozott, bővített kiadás; Medicina, Budapest, 1971
- Az aminosav analitika újabb eredményei; Agroinform, Budapest, 1972
- Nánási Pál–Szejtli József: Di- és poliszacharidok térszerkezeti kérdései / Dévényi Tibor: Ioncserélő vékonyrétegkromatográfia a biokémiában; Akadémiai, Budapest, 1977

## Irodalmi művei
- Dr. Ezésez Géza karrierje, avagy Tudósok és rágcsálók. Gondolat, Budapest, 1975 Archiválva 2007. május 2-i dátummal a Wayback Machine-ben (cseh nyelven is megjelent)
- Gamma Kommandó. Fantasztikusan tudománytalan ponyvaregény. Népszava, Budapest, 1987
- Hová lett Artúr? Tudományos fantasztikus regény és elbeszélések. Kozmosz Fantasztikus Könyvek, Budapest, 1981
- Képtelenségek a XXI. századból, képekkel. Natura, Budapest, 1986.
- A Pannónia Űrbázis. Robur 16., 1986